# 科羅納多島

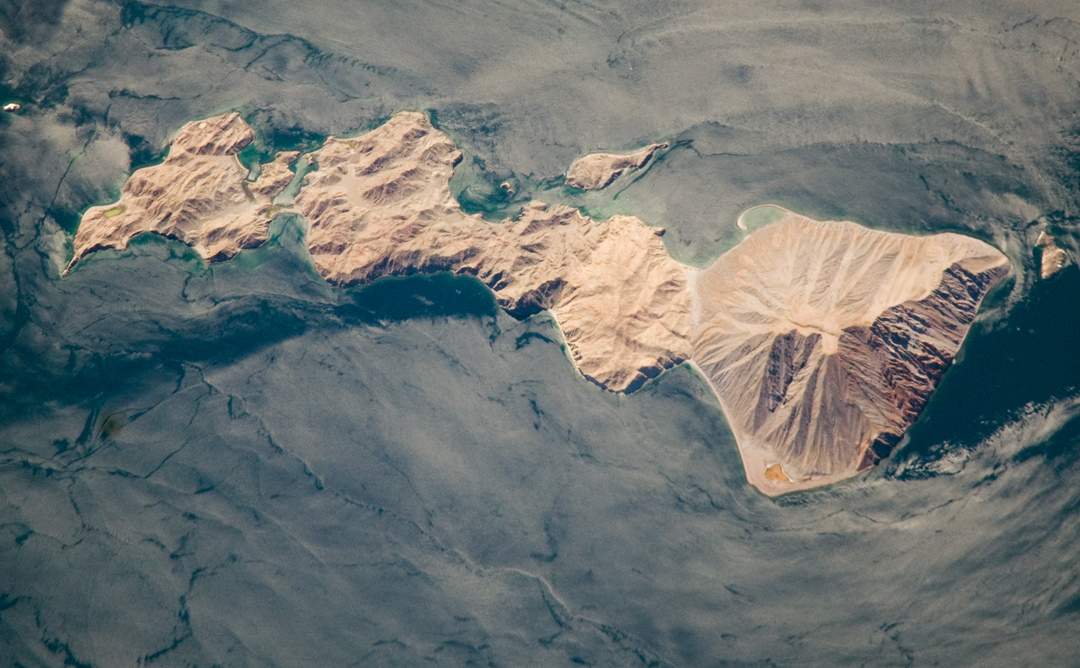

科羅納多島是墨西哥的火山島，位於加利福尼亞灣，由下加利福尼亞州負責管轄，長7.2公里、寬2.5公里，面積8.385平方公里，最高點海拔高度440米，島上無人居住。

## 外部連結
- Artikel über Coronado im NASA Earth Observatory （页面存档备份，存于） (englisch)